# QSO B1441+5214
QSO B1441+5214 是一個位在 牧夫座的類星體。

## 外部連結
- www.jb.man.ac.uk/atlas/（页面存档备份，存于）
- Simbad